# 小行星3595
小行星3595（3595 Gallagher）是一颗绕太阳运转的小行星，位于主小行星带上。该小行星于1985年10月15日发现。

## 轨道参数
小行星3595的轨道半长轴为2.6633195 UA，离心率为0.123。